# Eulidia
Eulidia is een geslacht van vogels uit de familie kolibries en de geslachtengroep Mellisugini (bijkolibries). Het geslacht kent één soort:
- Eulidia yarrellii  – Chileense boself